# Adolphe Bitard

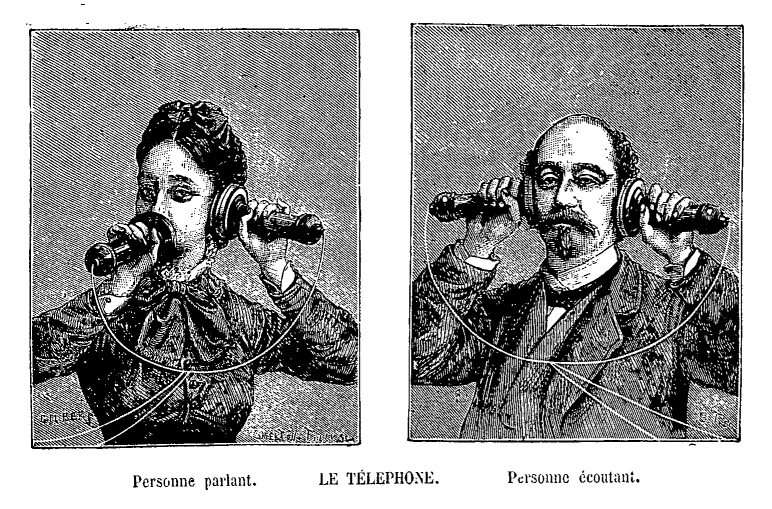
Le téléphone :
Personne parlant et personne écoutant.

Adolphe-Louis-Émile Bitard, né le 24 février 1837 à Vernon et mort en janvier 1888, est un journaliste et vulgarisateur scientifique français. 

## Biographie
Soldat dès 17 ans, Bitard fit presque toute la campagne d’Orient, puis celle d’Italie, avec un intervalle entre les deux d’environ dix-huit mois passés en congé à Paris, où il revint libéré à la fin de 1860. Ayant débuté très jeune dans d'obscurs petits journaux et continuait à collaborer à divers recueils périodiques, il fut amené à prendre une assez grande part au réveil de la presse indépendante, favorisé par la loi sur la presse de 1868, tant comme correspondant parisien du Havre, de l’Émancipation de Toulouse, de l’Éclaireur de Saint-Étienne, du Courrier de Roanne, du Libéral de Limoges et autres journaux de province de nuance avancée, que comme rédacteur à plusieurs quotidiens parisiens de Paris, le Courrier français, la Réforme, le Centre gauche, l’Histoire, l’Avenir national, l’Électeur libre quotidien, la Vérité, le Soir, etc.
Après la signature du traité de Francfort mettant fin à la guerre franco-allemande de 1870-1871, Bitard rompit avec la politique militante pour se vouer à des travaux de librairie et ne traita plus dans la presse que des questions scientifiques, techniques ou littéraires. Il a fourni des articles de vulgarisation scientifique, avant et après cette époque, à la Revue populaire, à la Revue illustrée des Deux Mondes, à la Revue de France, au Musée universel, à la Mosaïque, au Journal des Voyages, à la Chronique musicale, à La Chasse illustrée, à la Science illustrée qu'il fonde quelques semaines avant sa mort, et collaboré au Grand dictionnaire illustré et à la Grande encyclopédie (1886). 
En 1878, l'éditeur Georges Decaux lui confia la rédaction de l’Exposition de Paris, dont le succès fut très grand. En février 1880, il fonda lui-même, la Science populaire, qui fit évènement dans la presse scientifique et dont il conserva la direction pendant près de trois ans. L’Enseignement populaire, fondé  l’année suivante, fut moins bien accueilli. En 1887, quelques mois avant sa mort, il fonda La Science illustrée, bientôt reprise par Louis Figuier.
Outre des ouvrages de vulgarisation scientifique, on lui doit un dictionnaire biographique ainsi que plusieurs encyclopédies pratiques.

## Principales publications
- Encyclopédie universelle des connaissances pratiques, comprenant des renseignements sur tous les sujets usuels, ouvrage indispensable aux familles, rédigé par A. Bitard, avec le concours de savants et d'hommes spéciaux, 1875.
- Dictionnaire général de biographie contemporaine française et étrangère, contenant les noms et pseudonymes de tous les personnages célèbres du temps présent, l'histoire de leur vie, de leurs actes et de leurs œuvres, ainsi que la date des principaux événements de leur carrière, etc., etc., 1878 Texte en ligne
- Guide pratique dans Paris pendant l'Exposition, 1878.
- L'Exposition de Paris (1878) rédigée par A. Bitard avec la collaboration d'écrivains spéciaux. Édition enrichie de vues, de scènes, de reproductions d'objets d'art, de machines, de dessins et gravures par les meilleurs artistes, 1878.
- Le Monde des merveilles. Tableau pittoresque des grands phénomènes de la nature et des manifestations du génie de l'homme dans les sciences, l'industrie et les arts, M. Dreyfous, Librairie Illustrée, Paris. 1878. Texte disponible en ligne sur LillOnum.
- Le Livre de la maison, comprenant des renseignements sur tous les sujets usuels, 1878). Réédition : Le Livre de la maîtresse de maison et de la mère de famille, ouvrage contenant tous les renseignements indispensables à la vie pratique, 1880.
- Les Plaisirs, les jeux et les récréations de la maison, 1878 Texte en ligne
- Principales découvertes et inventions dans les sciences, les arts et l'industrie, 1880 Texte en ligne
- Les Phénomènes de la nature. Principaux produits du sol et du fond des mers, 1880.
- Les Races humaines et les grandes explorations du globe, 1880.
- Histoire des expositions et des beaux-arts, par A. Bitard. Ouvrage entièrement revu et corrigé par H. Haraucourt, 1881.
- Les Arts et Métiers illustrés, 1883
- Le Grand Dictionnaire illustré de la langue française littéraire usuelle et fantaisiste, avec les règles grammaticales, la prononciation figurée, les étymologies, synonymies, etc., de la littérature et de l'histoire générales, des sciences pures et appliquées depuis les temps les plus reculés, 1884.
- Curiosités du monde des insectes, 1886.
- Éducation des sourds-muets, 1891.

## Sources
- Sources biographiques et bibliographiques : Bibliothèque nationale de France.
- Catherine Benedic, "Le Monde des vulgarisateurs", La science pour tous, sur la vulgarisation scientifique en France de 1850 à 1914, Paris, Bibliothèque du conservatoire national des arts et métiers, 1990, p. 41.